# Takashi Umeda
Takashi Umeda (jap. 梅田 高志 Umeda Takashi; ur. 30 maja 1976) – japoński piłkarz występujący na pozycji pomocnika.

## Kariera klubowa
Od 1995 do 2010 roku występował w klubach Seino Transportation, Oita Trinita i FC Gifu.